# Jack Bamber
John "Jack" Bamber (11 tháng 4 năm 1895 – 26 tháng 5 năm 1973) là một cầu thủ bóng đá người Anh thi đấu ở vị trí hậu vệ cho Liverpool, Leicester City, Tranmere Rovers và Prescot Cables, cũng như đội tuyển quốc gia Anh.